# (7111) 1985 QA1
(7111) 1985 QA1 là một tiểu hành tinh vành đai chính. Nó được phát hiện bởi Eleanor F. Helin ở Đài thiên văn Palomar ở Quận San Diego, California, ngày 17 tháng 8 năm 1985.